# André Bloch (SOE)
Pour les articles homonymes, voir André Bloch (homonymie) et Bloch.
André Bloch (19 juin 1914 - 11 février 1942) est, pendant la Seconde Guerre mondiale, un agent français du Special Operations Executive, section F, envoyé en 1941 comme opérateur radio en France occupée. Arrêté par les Allemands, il est exécuté au Mont-Valérien, ce qui en fait la première victime parmi les 104 agents de la section F honorés au mémorial de Valençay.

## Éléments biographiques, en 1941
André Georges Bloch naît le 19 juin 1914 à Paris 10e. Avant guerre, il est clerc de notaire à Montbéliard.
1941
- Nuit du 6 au 7 septembre. Après plusieurs tentatives début août reportées à cause de la météo, il est parachuté d’un bombardier Whitley, avec cinq autres agents : Benjamin Cowburn « Benoît », Victor Gerson « Vic », George Langelaan « George Langdon », Jean du Puy « Denis », Michael Trotobas « Sylvestre », à Tendu, au nord d’Argenton-sur-Creuse. Comité de réception : Georges Bégué, Max Hymans « Frédéric » et Auguste Chantraine, le maire de Tendu. Il sera opérateur radio en zone occupée pour le réseau AUTOGIRO de Pierre de Vomécourt « Lucas ».
- Vers le 15 septembre. Il arrive à Paris. Il est alors le seul opérateur radio du SOE en activité en zone occupée.
- Octobre. Un visiteur curieux, entré un jour inopinément chez lui, a pu apercevoir le poste. André Bloch se déplace au Mans, grâce à l'aide de Pierre de Vomécourt qui y contrôle un groupe de résistance. Il organise un petit parachutage de matériel de sabotage dans la Sarthe, qui fournit à AUTOGIRO le début d'un bon stock[2].
- Novembre. Le 12, il émet son dernier message reçu à Londres. C'est probablement le lendemain que les Allemands viennent l'arrêter chez lui[3]. Ils poussent des hurlements de joie en découvrant son poste de radio : croyant arrêter seulement un Juif, ils sont tombés sur un opérateur radio[4]. Pendant quelque temps, les réseaux de la section F, qui n’ont alors que six mois d’existence, vont alors rester sans liaison radio avec Londres[5].
- Il est interrogé et torturé.

1942.
- Février. Il est fusillé, sans avoir parlé, le 11 février, au Mont-Valérien[6]. Il a 27 ans.

## Reconnaissance

### Distinctions
- Royaume-Uni : Mentioned in Despatches.
- France : Médaille de la Résistance ; reconnu « Mort pour la France »[7]

### Monuments
- En tant que l'un des 104 agents de la section F du SOE mort pour la France, André Bloch est honoré au mémorial de Valençay, Indre, France.
- Brookwood Memorial, Surrey, panneau 21, colonne 3.
- Tendu (Indre) : une stèle commémore le parachutage clandestin du 6 septembre 1941. Lieu-dit Les Cerisiers.

## Identités
- État civil : André Georges Bloch
- Comme agent du SOE, section F
  - Enregistré sous le nom : Alan George Boyd.
  - Nom de guerre : « Georges IX ».
  - Nom de code opérationnel : DRAFTSMAN.
  - Fausse identité : André Jean Bernard ; 1,77 m ; cheveux châtain ; yeux verts.

Situation militaire :
- Royaume-Uni : General List ; grade : lieutenant ; matricule : 184314.
- France : nommé lieutenant à titre posthume, pour prendre rang le 1er février 1942[8].

## Famille
- Son père : Edmond Bloch.
- Sa mère : Suzanne Rosalie Lipmann.